# Лицей Белорусского государственного университета
Лицей БГУ (Государственное учреждение образование "Лицей им. Ф.Э. Дзержинского Белорусского государственного университета") — учреждение образования Республики Беларусь, расположенное в г. Минске, обеспечивающее получение последней ступени среднего образования (10-е и 11-е классы).

## История
Образован в соответствии с постановлением Совета Министров БССР № 204 от 18 июля 1989 года «Об организации при БГУ имени Ленина Минской средней специализированной школы».
10 января 1990 года состоялись первые занятия на площадях СШ № 189 по ул. Горовца в Серебрянке. В 1991 году Минской средней специализированной школе было выделено отдельное здание по адресу улица Маяковского, 96. Согласно приказу Министра образования Республики Беларусь № 172 от 8 июня 1993 года школа реорганизована в Лицей при БГУ. В 1994 году Лицей БГУ получил статус республиканского лицея. В 1996 году лицей был реорганизован в структурное подразделение БГУ, а 29 июня 1999 решением Мингорисполкома было зарегистрировано учебно-образовательное учреждение «Лицей Белорусского государственного университета». Лицею было выделено новое здание на Ульяновской, 8, где с 1 сентября 2001 года начались занятия.
В 2003 году Министерство образования и Департамент контроля качества образования вручили свидетельство об аттестации УОУ «Лицей БГУ».
На 2020 год официально признан лучшим учебным заведением страны.
В 2023-2024 учебном году в Лицее БГУ будут добавлены географический и обществоведческий профили обучения. В том же году изменятся предметы для сдачи вступительных испытаний. Так, для прохождения на гуманитарный профиль, потребуется сдавать историю Беларуси и белорусский язык, на филологический — русский язык и любой из иностранных языков (английский, немецкий, французский), а на экономический — обществоведение и математика.

## Внеучебная деятельность
В Лицее БГУ большое внимание уделяется физическому воспитанию молодёжи, ежегодно проводятся многочисленные спортивные мероприятия.
При лицее действует клуб «Дебаты», учащимися были созданы команды по «Что? Где? Когда?», которые добились существенных успехов во многих турнирах.
На базе лицея в 1996 году был создан танцевальный ансамбль «Глория». Издавались газеты «Новая Лига» (лучшее школьное издание в 2004), «Рукі» (на белор. языке), «View» (на англ. языке). На данный момент активным изданием является только лицейская газета "Рукі".
В лицее также существовали лицейские подкасты "Tacenda" (в 2022 году прекратили выпускать новые).
На территории Лицея БГУ был создан YouTube-канал "Торт", который регулярно пополняется новыми видео, связанными с жизнью лицея.
Учащиеся Лицея БГУ регулярно принимают участие в Кубке по образовательной робототехнике.

## Руководство
- Жук Александр Иванович (1989—1992)
- Пальчик Геннадий Владимирович (1992—2004)
- Колевич Татьяна Александровна (2005—2010)
- Матулис Вадим Эдвардович (2010—2014)
- Шнип Макар Александрович (2014 — 2019)
- Варакса Игорь Николаевич (2019[3] — 2021)
- Чубарова Анна Сергеевна (2021 — 2023[3]).
- Мамчиц Татьяна Павловна (2023 — н.в.)